# Spøgelset, der ikke kommer tilbage
Spøgelset, der ikke kommer tilbage (russisk: Привидение, которое не возвращается) er en sovjetisk film fra 1930 af Abram Room.

## Medvirkende
- Boris Ferdinandov - José Real
- A. Filippov
- Karl Gurnjak
- Dmitrij Kara-Dmitriev
- Ivan Lavrov